# La Loma, Ixtlahuacán del Río
La Loma är en ort i Mexiko.   Den ligger i kommunen Ixtlahuacán del Río och delstaten Jalisco, i den centrala delen av landet, 500 km väster om huvudstaden Mexico City. La Loma ligger 1 702 meter över havet och antalet invånare är 158.
Terrängen runt La Loma är platt åt sydost, men åt nordväst är den kuperad. Runt La Loma är det ganska glesbefolkat, med 23 invånare per kvadratkilometer. Närmaste större samhälle är Ixtlahuacán del Río, 2,0 km väster om La Loma. Omgivningarna runt La Loma är en mosaik av jordbruksmark och naturlig växtlighet.